# NHK Trophy de 2002
NHK Trophy de 2002 foi a vigésima terceira edição do NHK Trophy, um evento anual de patinação artística no gelo organizado pela Federação Japonesa de Patinação (em japonês:  日本スケート連盟), e que fez parte do Grand Prix de 2002–03. A competição foi disputada entre os dias 28 de novembro e 1 de dezembro, na cidade de Quioto, Japão.

## Eventos
- Individual masculino
- Individual feminino
- Duplas
- Dança no gelo

## Medalhistas
| Evento                        | Ouro                                     | Prata                                      | Bronze                                        |
| Individual masculino detalhes | Ilia Klimkin · Rússia                    | Takeshi Honda · Japão                      | Li Chengjiang · China                         |
| Individual feminino detalhes  | Yoshie Onda · Japão                      | Irina Slutskaya · Rússia                   | Shizuka Arakawa · Japão                       |
| Duplas detalhes               | Shen Xue · Zhao Hongbo · China           | Dorota Zagórska · Mariusz Siudek · Polônia | Anabelle Langlois · Patrice Archetto · Canadá |
| Dança no gelo detalhes        | Irina Lobacheva · Ilia Averbukh · Rússia | Kati Winkler · René Lohse · Alemanha       | Galit Chait · Sergei Sakhnovski · Israel      |

## Resultados

### Individual masculino
| Pos.              | Nome                | Nacionalidade  | Pontos | PC | PL |
| ----------------- | ------------------- | -------------- | ------ | -- | -- |
| Medalha de ouro   | Ilia Klimkin        | Rússia         | 2.0    | 2  | 1  |
| Medalha de prata  | Takeshi Honda       | Japão          | 2.5    | 1  | 2  |
| Medalha de bronze | Li Chengjiang       | China          | 4.5    | 3  | 3  |
| 4                 | Li Yunfei           | China          | 6.5    | 5  | 4  |
| 5                 | Jeffrey Buttle      | Canadá         | 7.0    | 4  | 5  |
| 6                 | Vincent Restencourt | França         | 9.5    | 7  | 6  |
| 7                 | Yamato Tamura       | Japão          | 11.0   | 6  | 8  |
| 8                 | Daisuke Takahashi   | Japão          | 12.0   | 10 | 7  |
| 9                 | Hristo Turlakov     | Bulgária       | 13.0   | 8  | 9  |
| 10                | Benjamin Miller     | Estados Unidos | 14.5   | 9  | 10 |

### Individual feminino
| Pos.              | Nome               | Nacionalidade  | Pontos | PC | PL |
| ----------------- | ------------------ | -------------- | ------ | -- | -- |
| Medalha de ouro   | Yoshie Onda        | Japão          | 1.5    | 1  | 1  |
| Medalha de prata  | Irina Slutskaya    | Rússia         | 4.0    | 4  | 2  |
| Medalha de bronze | Shizuka Arakawa    | Japão          | 4.0    | 2  | 3  |
| 4                 | Fumie Suguri       | Japão          | 5.5    | 3  | 4  |
| 5                 | Galina Maniachenko | Ucrânia        | 7.5    | 5  | 5  |
| 6                 | Elena Sokolova     | Rússia         | 9.0    | 6  | 6  |
| 7                 | Sarah Meier        | Suíça          | 11.5   | 9  | 7  |
| 8                 | Amber Corwin       | Estados Unidos | 11.5   | 7  | 8  |
| 9                 | Marianne Dubuc     | Canadá         | 13.0   | 8  | 9  |
| 10                | Fang Dan           | China          | 15.0   | 10 | 10 |
| 11                | Julia Lautowa      | Áustria        | 16.5   | 11 | 11 |

### Duplas
| Pos.              | Nome                                  | Nacionalidade    | Pontos | PC | PL |
| ----------------- | ------------------------------------- | ---------------- | ------ | -- | -- |
| Medalha de ouro   | Shen Xue / Zhao Hongbo                | China            | 1.5    | 1  | 1  |
| Medalha de prata  | Dorota Zagórska / Mariusz Siudek      | Polônia          | 3.0    | 2  | 2  |
| Medalha de bronze | Anabelle Langlois / Patrice Archetto  | Canadá           | 5.0    | 4  | 3  |
| 4                 | Maria Petrova / Alexei Tikhonov       | Rússia           | 5.5    | 3  | 4  |
| 5                 | Yuko Kawaguchi / Alexander Markuntsov | Japão            | 8.0    | 6  | 5  |
| 6                 | Kateřina Beránková / Otto Dlabola     | República Tcheca | 8.5    | 5  | 6  |
| 7                 | Kristen Roth / Michael McPherson      | Estados Unidos   | 10.5   | 7  | 7  |

### Dança no gelo
| Pos.              | Nome                                     | Nacionalidade  | Pontos | DC | DO | DL |
| ----------------- | ---------------------------------------- | -------------- | ------ | -- | -- | -- |
| Medalha de ouro   | Irina Lobacheva / Ilia Averbukh          | Rússia         | 2.0    | 1  | 1  | 1  |
| Medalha de prata  | Kati Winkler / René Lohse                | Alemanha       | 4.4    | 3  | 2  | 2  |
| Medalha de bronze | Galit Chait / Sergei Sakhnovski          | Israel         | 5.6    | 2  | 3  | 3  |
| 4                 | Isabelle Delobel / Olivier Schoenfelder  | França         | 8.0    | 4  | 4  | 4  |
| 5                 | Sylwia Nowak / Sebastian Kolasiński      | Polônia        | 10.0   | 5  | 5  | 5  |
| 6                 | Megan Wing / Aaron Lowe                  | Canadá         | 12.0   | 6  | 6  | 6  |
| 7                 | Ekaterina Gvozdkova / Timurov Alaskhanov | Rússia         | 14.4   | 8  | 7  | 7  |
| 8                 | Kimberly Navarro / Robert Shmalo         | Estados Unidos | 16.4   | 9  | 8  | 8  |
| 9                 | Zhang Weina / Cao Xianming               | China          | 19.4   | 11 | 10 | 9  |
| 10                | Nozomi Watanabe / Akiyuki Kido           | Japão          | 19.4   | 10 | 9  | 10 |
| 11                | Rie Arikawa / Kenji Miyamoto             | Japão          | 22.4   | 12 | 11 | 11 |
| WD                | Marika Humphreys / Vitali Baranov        | Reino Unido    | —      | 7  | WD |    |

## Quadro de medalhas
| Ordem | País     | Medalha de ouro | Medalha de prata | Medalha de bronze |    | Ordem por total |
| ----- | -------- | --------------- | ---------------- | ----------------- | -- | --------------- |
| 1     | Rússia   | 2               | 1                |                   | 3  | 1               |
| 2     | Japão    | 1               | 1                | 1                 | 3  | 1               |
| 3     | China    | 1               |                  | 1                 | 2  | 3               |
| 4     | Alemanha |                 | 1                |                   | 1  | 4               |
| 4     | Polônia  |                 | 1                |                   | 1  | 4               |
| 6     | Canadá   |                 |                  | 1                 | 1  | 4               |
| 6     | Israel   |                 |                  | 1                 | 1  | 4               |
| TOTAL | TOTAL    | 4               | 4                | 4                 | 12 | —               |